# Eccard Ábrahám
Eccard Ábrahám (Eckard Ábrahám) (? – Boroszló, 1682) evangélikus lelkész.

## Élete
Sziléziai származású volt; Magyarországra jött és Eperjesen a főtemplomnál lelkészkedett, egyszersmind iskolafelügyelői tisztet is viselt; de itt tiszttársával Sartorius Jánossal, aki önző, civakodó és kevély ember volt, igen sokszor feszült viszonyba került. Az 1663. május 15–május 17. Eperjesen tartott zsinaton az ő peres ügyük is tárgyaltatott, melynek érdemében következő című iratot adta be:
Brevis demonstratio Johannem Sartorium ecclesiae eperiensis diaconum non esse verum lutheranum, sed fanaticum, oblata synodo Epperiensi 1663. celebratae; és Examen responsionum Sartorii, 1663.
Sartorius azonban, mint Klein irja, részrehajló ítélet következtében fölmentetett, az ártatlan Eckard pedig hivatalát letette. Miután Eperjesről végleg elment, Leibicen, Szepes megyében lett lelkész, honnét megidéztetett Pozsonyba, a rendkívüli törvényészék elé, de ott nem jelent meg, hanem 1674-ben önkéntes számkivetésbe ment Sziléziába és mint száműzött halt meg 1682-ben Boroszlóban. Neje Neumann Anna volt; egyik fia, Eccard András Késmárkon lett rektor, a másik Ábrahám atyja halála után Magyarországba jött és Mislaván, Kassához közel lett lelkésszé; Anna nevű leánya pedig egy késmárki gyógyszerészhez ment nőül.